# Глубоководная пуголовка-утконос
Глубоководная пуголовка-утконос (лат. Anatirostrum profundorum) — вид лучепёрых рыб из семейства карповых, единственный в роде пуголовки-утконосы (Anatirostrum). Встречается только в южной части бассейна Каспийского моря.

## Описание
Длина тела в среднем 8 см, но может достигать 13 см. Рыло удлинённое, широкое, уплощённое, напоминающее рыло утконоса. Костные бугорки и гранулы на теле мелкие и слабозаметные. На голове между глазами мелкие костные пластиночки. Усики отсутствуют. Морфологически и филогенетически род близок к роду пуголовки.

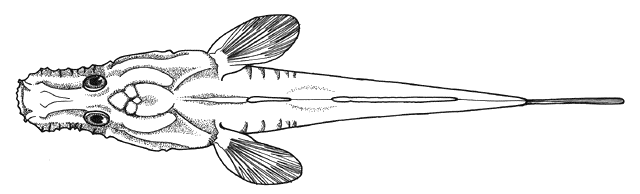
Вид сверху

## Ареал и местообитание
Глубоководная пуголовка-утконос — редкий морской глубоководный вид, встречается в южной части бассейна Каспийского моря. Первый экземпляр вида был обнаружен на глубине 294 м. Позже был найден в Каспийском море на глубине 50-100 м у берегов Ирана, Азербайджана и Туркменистана. Более того, выяснилось, что первое описание, которое сделал Лев Семёнович Берг в 1927 году было основано на молодой особи. Лишь в 1985 году удалось сделать описание взрослого экземпляра.